# Zebedeo (nome)
Zebedeo  è un nome proprio di persona italiano maschile.

## Varianti
- Maschili: Zebedia[3]
- Femminili: Zebedea[2]

### Varianti in altre lingue
- Catalano: Zebedeu[4]
- Ebraico: זְבַדְיָה (Zevadyah)[5]
- Francese: Zébédée
- Greco biblico: Ζεβεδαῖος (Zebedaios)[5]
- Inglese: Zebadiah[5], Zebedee[5]
- Latino: Zebedæus[1], Zebedeus
- Norvegese: Sebedeus
- Olandese: Zebedeüs
- Polacco: Zebedeusz
- Portoghese: Zebedeu
- Spagnolo: Zebedeo[4]
- Svedese: Sebedaios
- Tedesco: Zebedäus

## Origine e diffusione
Deriva dal nome ebraico זְבַדְיָה (Zebadiah, o anche Zabdi), il cui significato viene variamente interpretato: tra quelli proposti vi sono "Yahweh ha conferito", "Yahweh ha donato", "dono di Yahweh" o anche solo "mio dono", "dono" o "dote", oppure anche "servo di Dio", "servitore di Dio". Viene portato da diversi personaggi dell'Antico Testamento, e, nell'adattamento greco biblico Ζεβεδαῖος (Zebedaios), si ritrova anche nel Nuovo, dove è portato da Zebedeo, il padre degli apostoli Giacomo e Giovanni.
Il nome è molto raro, probabilmente a causa sia della terminazione in -eo (simile a "babbeo"), sia dell'uso del sostantivo "zebedei" come sinonimo di "testicoli" (probabilmente coniato a partire da un passo biblico, Mt26:37, dove i due apostoli sopraccitati sono chiamati "due figli di Zebedeo", in latino duobus filiis Zebedei).

## Onomastico
L'onomastico ricorre il 1º novembre per la festa di Ognissanti, non essendovi santi con questo nome che è quindi adespota.